# Choleretikum
Choleretika (Einzahl: das Choleretikum) sind Arzneistoffe, die die Leberzellen zu vermehrter Sekretion von Galle anregen.
Unter den Naturstoffen wirken Rindergalle (Fel tauri), Gallensäuren (besonders die halbsynthetisch gewonnene Dehydrocholsäure), Natriumsulfat (Glaubersalz) und Magnesiumsulfat (Bittersalz) galleanregend.
Auf pflanzlicher Basis werden Artischocke, Ackerschachtelhalm, Thymian, Knoblauch, Echter Lavendel, Gewöhnlicher Löwenzahn, Kümmel, Chinarinde, Rettich, Mariendistel, Melisse, Schöllkraut, Kürbis und Menthol eingesetzt.
Curcumin, das in der Kurkuma-Pflanze enthalten ist, wirkt choleretisch und cholekinetisch. Außerdem enthält diese Pflanze die gallenwirksame Substanz p-Tolylmethylcarbinol.
Synthetisch hergestellte Choleretika sind Azintamid, Febuprol,  Fenipentol, Menbuton und Piprozolin.
Eine Substanz mit spasmolytischen und choleretischen Eigenschaften ist Hymecromon.
Früher bezeichnete man diese Wirkstoffe zusammen mit den Cholekinetika (welche die Gallenblase entleeren) als Cholagoga.